# Itoki (Konye)
Pour les articles homonymes, voir Itoki.
Itoki (ou Itoki Bakundu) est un village du Cameroun situé dans le département de la Meme et la Région du Sud-Ouest. Il fait partie de la commune de Konye.

## Population
En 1953 la localité comptait 824 habitants, puis 416 en 1967, principalement des Bakundu du groupe Oroko.
Lors du recensement de 2005, on y a dénombré 336 personnes.